# الاماندا، ویزیانگارام
الاماندا، ویزیانگارام (به انگلیسی: Alamanda, Vizianagaram) یک منطقهٔ مسکونی در هند است که در آندرا پرادش واقع شده‌است.

## خصوصیات
الاماندا ۶۰ متر بالاتر از سطح دریا واقع شده‌است.